# Segunda Categoría de Ecuador 2009
El Campeonato Ecuatoriano de Fútbol Segunda Categoría de Ecuador 2009, llamado oficialmente «Copa Credife Segunda Categoría 2009» por motivos de patrocinio, fue la trigésimo sexta (36.ª) edición de la Segunda Categoría de Ecuador. Este torneo inició el 31 de julio y finalizó el 12 de diciembre de 2009, para este torneo el sistema de ascenso sería el mismo formato que las ediciones de 1988 y 2007, en la cual los 3 mejores equipo ubicados en la última ronda, en este caso liguilla, serían los que ascendieran esto permitió que los equipos de Universidad Técnica de Cotopaxi, River Plate Ecuador y Universidad Tecnológica Equinoccial lograran el ascenso al torneo de la Serie B 2010, como anécdota en este torneo que de los 210 juegos previstos solo se jugaron 200 encuentros ya que 10 no se programaron debido a que en algunos grupos ya se definieron los equipos que pasarían a la liguilla en fechas anteriores al final de cada fase.
El cuadro de Universidad Técnica de Cotopaxi lograría su primer título mientras que el River Plate Ecuador lograría su primer subtítulo. 

## Sistema de campeonato
Fase provincial (primera etapa)
- La primera fase estuvo formada por los campeonatos provinciales organizados por cada asociación provincial de fútbol, los campeones y vicecampeones clasificaron al zonal regional.

Fase regional (segunda etapa)
| Zona Norte                                                               | Zona Norte                                                               | Zona Centro                                                         | Zona Centro                                                         | Zona Sur                                                   | Zona Sur                                                   |
| Grupo A                                                                  | Grupo B                                                                  | Grupo C                                                             | Grupo D                                                             | Grupo E                                                    | Grupo F                                                    |
| ------------------------------------------------------------------------ | ------------------------------------------------------------------------ | ------------------------------------------------------------------- | ------------------------------------------------------------------- | ---------------------------------------------------------- | ---------------------------------------------------------- |
| Pichincha 1 Esmeraldas 2 Santo Domingo 2 Manabí 1 Imbabura 2 Sucumbíos 1 | Pichincha 2 Esmeraldas 1 Santo Domingo 1 Manabí 2 Imbabura 1 Sucumbíos 2 | Cotopaxi 1 Los Ríos 2 Bolívar 1 Tungurahua 2 Chimborazo 2 Pastaza 2 | Cotopaxi 2 Los Ríos 1 Bolívar 2 Tungurahua 1 Chimborazo 1 Pastaza 1 | Guayas 1 Azuay 2 El Oro 2 Morona Santiago 2 Cañar 1 Loja 1 | Guayas 2 Azuay 1 El Oro 1 Morona Santiago 1 Cañar 2 Loja 2 |

- Un total de 36 clubes jugaron esta etapa.
- Se dividió en 6 grupos: todos de 6 equipos cada uno.
- Cada grupo constó de 10 fechas con partidos de ida y vuelta.
- Clasificaron los 6 primeros a la fase final.

Fase final (tercera etapa)
- Un total de 6 clubes jugaron esta etapa.
- La liguilla constó de 10 fechas con partidos de ida y vuelta.
- El primer, segundo y tercer equipo lograron el ascenso a la Serie B 2010.

## Equipos clasificados
| Asociación                                                              | Equipo                                    | Vía de clasificación |
| ----------------------------------------------------------------------- | ----------------------------------------- | --- |
| Azuay 2 cupos                                                           | Tecni Club Gualaceo S. C.                 | Campeón de la Segunda Categoría de Azuay 2009 Subcampeón de la Segunda Categoría de Azuay 2009                                                   |
| Bolívar 2 cupos                                                         | Unibolívar Gremio                         | Campeón de la Segunda Categoría de Bolívar 2009 Subcampeón de la Segunda Categoría de Bolívar 2009                                               |
| Cañar 2 cupos                                                           | ADAT Uniban                               | Campeón de la Segunda Categoría de Cañar 2009 Subcampeón de la Segunda Categoría de Cañar 2009                                                   |
| Chimborazo 2 cupos                                                      | Star Club San Pedro                       | Campeón de la Segunda Categoría de Chimborazo 2009 Subcampeón de la Segunda Categoría de Chimborazo 2009                                         |
| Cotopaxi 2 cupos                                                        | UTC LDE (Latacunga)                       | Campeón de la Segunda Categoría de Cotopaxi 2009 Subcampeón de la Segunda Categoría de Cotopaxi 2009                                             |
| El Oro 2 cupos                                                          | Audaz Octubrino Huaquillas F. C.          | Campeón de la Segunda Categoría de El Oro 2009 Subcampeón de la Segunda Categoría de El Oro 2009                                                 |
| [[Archivo:\|20x20px\|border\|Bandera de Esmeraldas]] Esmeraldas 2 cupos | Juvenil Juventus                          | Campeón de la Segunda Categoría de Esmeraldas 2009 Subcampeón de la Segunda Categoría de Esmeraldas 2009                                         |
| Guayas 2 cupos                                                          | River Ecuador Panamá                      | Campeón de la Segunda Categoría de Guayas 2009 Subcampeón de la Segunda Categoría de Guayas 2009                                                 |
| Imbabura 2 cupos                                                        | Valle del Chota Teodoro Gómez de la Torre | Campeón de la Segunda Categoría de Imbabura 2009 Subcampeón de la Segunda Categoría de Imbabura 2009                                             |
| Loja 2 cupos                                                            | Búffalos UTPL                             | Campeón de la Segunda Categoría de Loja 2009 Subcampeón de la Segunda Categoría de Loja 2009                                                     |
| Los Ríos 2 cupos                                                        | San Camilo Deportivo Quevedo              | Campeón de la Segunda Categoría de Los Ríos 2009 Subcampeón de la Segunda Categoría de Los Ríos 2009                                             |
| Manabí 2 cupos                                                          | Politécnico de Manabí Delfín              | Campeón de la Segunda Categoría de Manabí 2009 Subcampeón de la Segunda Categoría de Manabí 2009                                                 |
| Morona Santiago 2 cupos                                                 | Deportivo Morona Deportivo Sucúa          | Campeón de la Segunda Categoría de Morona Santiago 2009 Subcampeón de la Segunda Categoría de Morona Santiago 2009                               |
| Pastaza 2 cupos                                                         | Deportivo Puyo Bahía Juvenil              | Campeón de la Segunda Categoría de Pastaza 2009 Subcampeón de la Segunda Categoría de Pastaza 2009                                               |
| [[Archivo:\|20x20px\|border\|Bandera de Pichincha]] Pichincha 2 cupos   | Cuniburo UTE                              | Campeón de la Segunda Categoría de Pichincha 2009 Subcampeón de la Segunda Categoría de Pichincha 2009                                           |
| Santo Domingo de los Tsáchilas 2 cupos                                  | Águilas Municipal                         | Campeón de la Segunda Categoría de Santo Domingo de los Tsáchilas 2009 Subcampeón de la Segunda Categoría de Santo Domingo de los Tsáchilas 2009 |
| Sucumbíos 2 cupos                                                       | Caribe Junior Consejo Provincial          | Campeón de la Segunda Categoría de Sucumbíos 2009 Subcampeón de la Segunda Categoría de Sucumbíos 2009                                           |
| Tungurahua 2 cupos                                                      | Mushuc Runa Pelileo S. C.                 | Campeón de la Segunda Categoría de Tungurahua 2009 Subcampeón de la Segunda Categoría de Tungurahua 2009                                         |

## Zona Norte
Los equipos de Pichincha, Manabi, Imbabura, Esmeraldas, Sucumbíos y Santo Domingo de los Tsáchilas.

### Grupo A
|  |     | Equipo        | PJ | PG | PE | PP | GF | GC | DG  | PTS |
|  | --- | ------------- | -- | -- | -- | -- | -- | -- | --- | --- |
|  | 1.° | U. T. E.      | 10 | 7  | 3  | 0  | 20 | 9  | +11 | 24  |
|  | 2.° | Águilas       | 10 | 7  | 1  | 2  | 31 | 10 | +11 | 22  |
|  | 3.° | Politécnico   | 10 | 4  | 1  | 5  | 11 | 14 | -3  | 13  |
|  | 4.° | Teodoro Gómez | 9  | 3  | 1  | 5  | 15 | 21 | -6  | 10  |
|  | 5.° | Juventus      | 10 | 3  | 0  | 7  | 11 | 22 | -11 | 9   |
|  | 6.° | Caribe Junior | 9  | 1  | 2  | 6  | 7  | 18 | -11 | 5   |

     – Clasificado para la liguilla final.

### Partidos y resultados
| Fecha 1        | Fecha 1   | Fecha 1          |
| Equipo Local   | Resultado | Equipo Visitante |
| -------------- | --------- | ---------------- |
| Teoodoro Gómez | 2-1       | Caribe Junior    |
| Juventus       | 1-2       | Águilas          |
| UTE            | 2-1       | Politécnico      |

| Fecha 2       | Fecha 2   | Fecha 2          |
| Equipo Local  | Resultado | Equipo Visitante |
| ------------- | --------- | ---------------- |
| Caribe Junior | 1-1       | UTE              |
| Politécnico   | 1-0       | Juventus         |
| Águilas       | 3-0       | Teodoro Gómez    |

| Fecha 3      | Fecha 3   | Fecha 3          |
| Equipo Local | Resultado | Equipo Visitante |
| ------------ | --------- | ---------------- |
| Politécnico  | 2-1       | Águilas          |
| Juventus     | 2-0       | Caribe Junior    |
| UTE          | 2-1       | Teodoro Gómez    |

| Fecha 4       | Fecha 4   | Fecha 4          |
| Equipo Local  | Resultado | Equipo Visitante |
| ------------- | --------- | ---------------- |
| Caribe Junior | 2-3       | Águilas          |
| Teodoro Gómez | 2-0       | Politécnico      |
| UTE           | 3-1       | Juventus         |

| Fecha 5      | Fecha 5   | Fecha 5          |
| Equipo Local | Resultado | Equipo Visitante |
| ------------ | --------- | ---------------- |
| Politécnico  | 5-0       | Caribe Junior    |
| Juventus     | 3-2       | Teodoro Gómez    |
| Águilas      | 1-1       | UTE              |

| Fecha 6       | Fecha 6   | Fecha 6          |
| Equipo Local  | Resultado | Equipo Visitante |
| ------------- | --------- | ---------------- |
| Teodoro Gómez | 5-1       | Juventus         |
| Caribe Junior | 0-0       | Politécnico      |
| UTE           | 2-0       | Águilas          |

| Fecha 7      | Fecha 7   | Fecha 7          |
| Equipo Local | Resultado | Equipo Visitante |
| ------------ | --------- | ---------------- |
| Politécnico  | 1-0       | Teodoro Gómez    |
| Juventus     | 1-2       | UTE              |
| Águilas      | 2-0       | Caribe Junior    |

| Fecha 8       | Fecha 8   | Fecha 8          |
| Equipo Local  | Resultado | Equipo Visitante |
| ------------- | --------- | ---------------- |
| Teodoro Gómez | 1-2       | UTE              |
| Caribe Junior | 2-0       | Juventus         |
| Águilas       | 5-0       | Politécnico      |

| Fecha 9       | Fecha 9   | Fecha 9          |
| Equipo Local  | Resultado | Equipo Visitante |
| ------------- | --------- | ---------------- |
| Juventus      | 1-0       | Politécnico      |
| Teodoro Gómez | 2-9       | Águilas          |
| UTE           | 3-1       | Caribe Junior    |

| Fecha 10      | Fecha 10   | Fecha 10         |
| Equipo Local  | Resultado  | Equipo Visitante |
| ------------- | ---------- | ---------------- |
| Politécnico   | 1-3        | UTE              |
| Águilas       | 5-1        | Juventus         |
| Caribe Junior | No se jugó | Teodoro Gómez    |

### Grupo B
|  |     | Equipo             | PJ | PG | PE | PP | GF | GC | DG  | PTS |
|  | --- | ------------------ | -- | -- | -- | -- | -- | -- | --- | --- |
|  | 1.° | Municipal          | 9  | 7  | 2  | 0  | 14 | 2  | +12 | 23  |
|  | 2.° | Delfín S. C.       | 9  | 5  | 2  | 2  | 15 | 11 | +4  | 17  |
|  | 3.° | Valle del Chota    | 9  | 4  | 1  | 4  | 10 | 7  | +3  | 13  |
|  | 4.° | Cuniburo           | 9  | 3  | 2  | 4  | 12 | 11 | +1  | 11  |
|  | 5.° | Juvenil            | 9  | 3  | 1  | 5  | 12 | 10 | -11 | 9   |
|  | 6.° | Consejo Provincial | 9  | 1  | 0  | 8  | 5  | 27 | -22 | 3   |

     – Clasificado para la liguilla final.

### Partidos y resultados
| Fecha 1            | Fecha 1   | Fecha 1          |
| Equipo Local       | Resultado | Equipo Visitante |
| ------------------ | --------- | ---------------- |
| Delfín             | 3-1       | Cuniburo         |
| Municipal          | 1-0       | Juvenil          |
| Consejo Provincial | 0-2       | Valle del Chota  |

| Fecha 2         | Fecha 2   | Fecha 2            |
| Equipo Local    | Resultado | Equipo Visitante   |
| --------------- | --------- | ------------------ |
| Juvenil         | 2-3       | Delfín             |
| Cuniburo        | 6-1       | Consejo Provincial |
| Valle del Chota | 0-1       | Municipal          |

| Fecha 3            | Fecha 3   | Fecha 3          |
| Equipo Local       | Resultado | Equipo Visitante |
| ------------------ | --------- | ---------------- |
| Valle del Chota    | 0-1       | Cuniburo         |
| Municipal          | 1-1       | Delfín           |
| Consejo Provincial | 0-3       | Juvenil          |

| Fecha 4      | Fecha 4   | Fecha 4            |
| Equipo Local | Resultado | Equipo Visitante   |
| ------------ | --------- | ------------------ |
| Delfín       | 1-1       | Valle del Chota    |
| Juvenil      | 1-1       | Cuniburo           |
| Municipal    | 4-0       | Consejo Provincial |

| Fecha 5            | Fecha 5   | Fecha 5          |
| Equipo Local       | Resultado | Equipo Visitante |
| ------------------ | --------- | ---------------- |
| Cuniburo           | 0-0       | Municipal        |
| Consejo Provincial | 0-3       | Delfín           |
| Valle del Chota    | 1-0       | Juvenil          |

| Fecha 6      | Fecha 6   | Fecha 6            |
| Equipo Local | Resultado | Equipo Visitante   |
| ------------ | --------- | ------------------ |
| Delfín       | 2-1       | Consejo Provincial |
| Juvenil      | 1-0       | Valle del Chota    |
| Municipal    | 1-0       | Cuniburo           |

| Fecha 7            | Fecha 7   | Fecha 7          |
| Equipo Local       | Resultado | Equipo Visitante |
| ------------------ | --------- | ---------------- |
| Cuniburo           | 2-0       | Juvenil          |
| Valle del Chota    | 3-0       | Delfín           |
| Consejo Provincial | 1-2       | Municipal        |

| Fecha 8      | Fecha 8   | Fecha 8            |
| Equipo Local | Resultado | Equipo Visitante   |
| ------------ | --------- | ------------------ |
| Delfín       | 0-2       | Municipal          |
| Juvenil      | 5-0       | Consejo Provincial |
| Cuniburo     | 1-3       | Valle del Chota    |

| Fecha 9            | Fecha 9   | Fecha 9          |
| Equipo Local       | Resultado | Equipo Visitante |
| ------------------ | --------- | ---------------- |
| Delfín             | 2-0       | Juvenil          |
| Consejo Provincial | 2-0       | Cuniburo         |
| Municipal          | 2-0       | Valle del Chota  |

| Fecha 10        | Fecha 10   | Fecha 10           |
| Equipo Local    | Resultado  | Equipo Visitante   |
| --------------- | ---------- | ------------------ |
| Juvenil         | No se jugó | Municipal          |
| Cuniburo        | No se jugó | Delfín             |
| Valle del Chota | No se jugó | Consejo Provincial |

## Zona Centro
Los equipos de Cotopaxi, Chimborazo, Pastaza, Bolívar, Tungurahua y Los Ríos.

### Grupo C
|  |     | Equipo        | PJ | PG | PE | PP | GF | GC | DG  | PTS |
|  | --- | ------------- | -- | -- | -- | -- | -- | -- | --- | --- |
|  | 1.° | U. T. C.      | 10 | 8  | 2  | 0  | 24 | 5  | +19 | 26  |
|  | 2.° | San Camilo    | 9  | 4  | 3  | 2  | 25 | 12 | +14 | 15  |
|  | 3.° | Unibolívar    | 9  | 3  | 4  | 2  | 6  | 9  | -3  | 13  |
|  | 4.° | San Pedro     | 10 | 2  | 3  | 5  | 13 | 22 | -9  | 9   |
|  | 5.° | Bahía Juvenil | 9  | 2  | 2  | 5  | 7  | 12 | -5  | 8   |
|  | 6.° | Pelileo S. C. | 9  | 2  | 0  | 7  | 11 | 26 | -15 | 6   |

     – Clasificado para la liguilla final.

### Partidos y resultados
| Fecha 1       | Fecha 1   | Fecha 1          |
| Equipo Local  | Resultado | Equipo Visitante |
| ------------- | --------- | ---------------- |
| San Pedro     | 0-3       | UTC              |
| Pelileo SC    | 0-1       | Unibolívar       |
| Bahía Juvenil | 0-0       | San Camilo       |

| Fecha 2      | Fecha 2   | Fecha 2          |
| Equipo Local | Resultado | Equipo Visitante |
| ------------ | --------- | ---------------- |
| San Camilo   | 8-0       | San Pedro        |
| Unibolívar   | 1-0       | Bahía Juvenil    |
| UTC          | 1-0       | Pelileo SC       |

| Fecha 3       | Fecha 3   | Fecha 3          |
| Equipo Local  | Resultado | Equipo Visitante |
| ------------- | --------- | ---------------- |
| San Camilo    | 0-1       | UTC              |
| San Pedro     | 0-0       | Unibolívar       |
| Bahía Juvenil | 1-0       | Pelileo SC       |

| Fecha 4       | Fecha 4   | Fecha 4          |
| Equipo Local  | Resultado | Equipo Visitante |
| ------------- | --------- | ---------------- |
| Pelileo SC    | 2-3       | San Camilo       |
| Unibolívar    | 0-0       | UTC              |
| Bahía Juvenil | 4-0       | San Pedro        |

| Fecha 5      | Fecha 5   | Fecha 5          |
| Equipo Local | Resultado | Equipo Visitante |
| ------------ | --------- | ---------------- |
| San Camilo   | 4-0       | Unibolívar       |
| UTC          | 3-0       | Bahía Juvenil    |
| San Pedro    | 6-0       | Pelileo SC       |

| Fecha 6       | Fecha 6   | Fecha 6          |
| Equipo Local  | Resultado | Equipo Visitante |
| ------------- | --------- | ---------------- |
| Pelileo SC    | 2-1       | San Pedro        |
| Bahía Juvenil | 0-1       | UTC              |
| Unibolívar    | 2-1       | San Camilo       |

| Fecha 7      | Fecha 7   | Fecha 7          |
| Equipo Local | Resultado | Equipo Visitante |
| ------------ | --------- | ---------------- |
| San Camilo   | 4-2       | Pelileo SC       |
| UTC          | 2-0       | Unibolívar       |
| San Pedro    | 2-0       | Bahía Juvenil    |

| Fecha 8      | Fecha 8   | Fecha 8          |
| Equipo Local | Resultado | Equipo Visitante |
| ------------ | --------- | ---------------- |
| Pelileo SC   | 4-1       | Bahía Juvenil    |
| Unibolívar   | 1-1       | San Pedro        |
| UTC          | 3-3       | San Camilo       |

| Fecha 9       | Fecha 9   | Fecha 9          |
| Equipo Local  | Resultado | Equipo Visitante |
| ------------- | --------- | ---------------- |
| Pelileo SC    | 1-8       | UTC              |
| Bahía Juvenil | 1-1       | Unibolívar       |
| San Pedro     | 2-2       | San Camilo       |

| Fecha 10     | Fecha 10   | Fecha 10         |
| Equipo Local | Resultado  | Equipo Visitante |
| ------------ | ---------- | ---------------- |
| UTC          | 2-1        | San Pedro        |
| Unibolívar   | No se jugó | Pelileo SC       |
| San Camilo   | No se jugó | Bahía Juvenil    |

### Grupo D
|  |     | Equipo            | PJ | PG | PE | PP | GF | GC | DG  | PTS |
|  | --- | ----------------- | -- | -- | -- | -- | -- | -- | --- | --- |
|  | 1.° | Deportivo Quevedo | 10 | 6  | 2  | 2  | 17 | 11 | +6  | 20  |
|  | 2.° | Mushuc Runa       | 10 | 5  | 4  | 1  | 23 | 10 | +13 | 19  |
|  | 3.° | Gremio            | 10 | 5  | 2  | 3  | 20 | 11 | +9  | 17  |
|  | 4.° | Star Club         | 9  | 4  | 0  | 5  | 19 | 16 | +3  | 12  |
|  | 5.° | Deportivo Puyo    | 10 | 3  | 2  | 5  | 13 | 18 | -5  | 11  |
|  | 6.° | L. D. Estudiantil | 9  | 1  | 0  | 8  | 11 | 35 | -24 | 3   |

     – Clasificado para la liguilla final.

### Partidos y resultados
| Fecha 1           | Fecha 1   | Fecha 1          |
| Equipo Local      | Resultado | Equipo Visitante |
| ----------------- | --------- | ---------------- |
| Deportivo Quevedo | 1-0       | Deportivo Puyo   |
| LDE               | 2-6       | Star Club        |
| Gremio            | 1-1       | Mushuc Runa      |

| Fecha 2        | Fecha 2   | Fecha 2           |
| Equipo Local   | Resultado | Equipo Visitante  |
| -------------- | --------- | ----------------- |
| Deportivo Puyo | 1-1       | Gremio            |
| Mushuc Runa    | 1-0       | LDE               |
| Star Club      | 3-0       | Deportivo Quevedo |

| Fecha 3      | Fecha 3   | Fecha 3           |
| Equipo Local | Resultado | Equipo Visitante  |
| ------------ | --------- | ----------------- |
| Gremio       | 2-0       | Star Club         |
| Mushuc Runa  | 2-0       | Deportivo Puyo    |
| LDE          | 1-2       | Deportivo Quevedo |

| Fecha 4           | Fecha 4   | Fecha 4          |
| Equipo Local      | Resultado | Equipo Visitante |
| ----------------- | --------- | ---------------- |
| Deportivo Quevedo | 2-2       | Mushuc Runa      |
| Star Club         | 2-3       | Deportivo Puyo   |
| LDE               | 1-5       | Gremio           |

| Fecha 5        | Fecha 5   | Fecha 5           |
| Equipo Local   | Resultado | Equipo Visitante  |
| -------------- | --------- | ----------------- |
| Deportivo Puyo | 3-0       | LDE               |
| Gremio         | 1-3       | Deportivo Quevedo |
| Mushuc Runa    | 2-1       | Star Club         |

| Fecha 6           | Fecha 6   | Fecha 6          |
| Equipo Local      | Resultado | Equipo Visitante |
| ----------------- | --------- | ---------------- |
| Deportivo Quevedo | 1-2       | Gremio           |
| LDE               | 5-3       | Deportivo Puyo   |
| Star Club         | 3-2       | Mushuc Runa      |

| Fecha 7        | Fecha 7   | Fecha 7           |
| Equipo Local   | Resultado | Equipo Visitante  |
| -------------- | --------- | ----------------- |
| Deportivo Puyo | 2-1       | Star Club         |
| Mushuc Runa    | 1-1       | Deportivo Quevedo |
| Gremio         | 4-2       | LDE               |

| Fecha 8           | Fecha 8   | Fecha 8          |
| Equipo Local      | Resultado | Equipo Visitante |
| ----------------- | --------- | ---------------- |
| Deportivo Quevedo | 2-0       | LDE              |
| Deportivo Puyo    | 1-1       | Mushuc Runa      |
| Star Club         | 2-0       | Gremio           |

| Fecha 9           | Fecha 9   | Fecha 9          |
| Equipo Local      | Resultado | Equipo Visitante |
| ----------------- | --------- | ---------------- |
| Deportivo Quevedo | 3-1       | Star Club        |
| Gremio            | 3-0       | Deportivo Puyo   |
| LDE               | 0-9       | Mushuc Runa      |

| Fecha 10       | Fecha 10   | Fecha 10          |
| Equipo Local   | Resultado  | Equipo Visitante  |
| -------------- | ---------- | ----------------- |
| Deportivo Puyo | 0-2        | Deportivo Quevedo |
| Mushuc Runa    | 2-1        | Gremio            |
| Star Club      | No se jugó | LDE               |

## Zona Sur
Los equipos de Guayas, Azuay, Loja, Morona Santiago, Cañar y El Oro.

### Grupo E
|  |     | Equipo             | PJ | PG | PE | PP | GF | GC | DG  | PTS |
|  | --- | ------------------ | -- | -- | -- | -- | -- | -- | --- | --- |
|  | 1.° | River Plate        | 10 | 8  | 1  | 1  | 43 | 5  | +35 | 25  |
|  | 2.° | Huaquillas F. C.   | 10 | 8  | 1  | 1  | 24 | 4  | +20 | 25  |
|  | 3.° | Deportivo Sucúa    | 9  | 4  | 1  | 4  | 15 | 18 | -3  | 13  |
|  | 4.° | Gualaceo S. C.     | 9  | 2  | 2  | 5  | 11 | 13 | -2  | 8   |
|  | 5.° | Búffalos           | 8  | 2  | 1  | 5  | 11 | 19 | -8  | 7   |
|  | 6.° | Deportistas Amigos | 10 | 1  | 0  | 9  | 5  | 50 | -45 | 3   |

     – Clasificado para la liguilla final.

### Partidos y resultados
| Fecha 1         | Fecha 1   | Fecha 1            |
| Equipo Local    | Resultado | Equipo Visitante   |
| --------------- | --------- | ------------------ |
| Huaquillas FC   | 5-0       | Deportistas Amigos |
| Deportivo Sucúa | 1-1       | River Plate        |
| Gualaceo SC     | 1-2       | Búffalos           |

| Fecha 2            | Fecha 2   | Fecha 2          |
| Equipo Local       | Resultado | Equipo Visitante |
| ------------------ | --------- | ---------------- |
| River Plate        | 3-0       | Huaquillas FC    |
| Búffalos           | 1-1       | Deportivo Sucúa  |
| Deportistas Amigos | 0-2       | Gualaceo SC      |

| Fecha 3            | Fecha 3   | Fecha 3          |
| Equipo Local       | Resultado | Equipo Visitante |
| ------------------ | --------- | ---------------- |
| Huaquillas FC      | 1-0       | Deportivo Sucúa  |
| Deportistas Amigos | 2-1       | Búffalos         |
| Gualaceo SC        | 1-1       | River Plate      |

| Fecha 4         | Fecha 4   | Fecha 4            |
| Equipo Local    | Resultado | Equipo Visitante   |
| --------------- | --------- | ------------------ |
| River Plate     | 6-0       | Búffalos           |
| Deportivo Sucúa | 3-1       | Deportistas Amigos |
| Huaquillas FC   | 2-0       | Gualaceo SC        |

| Fecha 5            | Fecha 5   | Fecha 5          |
| Equipo Local       | Resultado | Equipo Visitante |
| ------------------ | --------- | ---------------- |
| Búffalos           | 0-2       | Huaquillas FC    |
| Deportistas Amigos | 0-8       | River Plate      |
| Gualaceo SC        | 2-4       | Deportivo Sucúa  |

| Fecha 6         | Fecha 6   | Fecha 6            |
| Equipo Local    | Resultado | Equipo Visitante   |
| --------------- | --------- | ------------------ |
| River Plate     | 9-1       | Deportistas Amigos |
| Deportivo Sucúa | 2-0       | Gualaceo SC        |
| Huaquillas FC   | 3-0       | Búffalos           |

| Fecha 7            | Fecha 7   | Fecha 7          |
| Equipo Local       | Resultado | Equipo Visitante |
| ------------------ | --------- | ---------------- |
| Búffalos           | 0-4       | River Plate      |
| Deportistas Amigos | 1-3       | Deportivo Sucúa  |
| Gualaceo SC        | 1-1       | Huaquillas FC    |

| Fecha 8         | Fecha 8   | Fecha 8            |
| Equipo Local    | Resultado | Equipo Visitante   |
| --------------- | --------- | ------------------ |
| River Plate     | 1-0       | Gualaceo SC        |
| Búffalos        | 7-0       | Deportistas Amigos |
| Deportivo Sucúa | 0-1       | Huaquillas FC      |

| Fecha 9         | Fecha 9    | Fecha 9            |
| Equipo Local    | Resultado  | Equipo Visitante   |
| --------------- | ---------- | ------------------ |
| Huaquillas FC   | 1-0        | River Plate        |
| Gualaceo SC     | 4-0        | Deportistas Amigos |
| Deportivo Sucúa | No se jugó | Búffalos           |

| Fecha 10           | Fecha 10   | Fecha 10         |
| Equipo Local       | Resultado  | Equipo Visitante |
| ------------------ | ---------- | ---------------- |
| River Plate        | 10-2       | Deportivo Sucúa  |
| Deportistas Amigos | 0-8        | Huaquillas FC    |
| Búffalos           | No se jugó | Gualaceo SC      |

### Grupo F
|  |     | Equipo          | PJ | PG | PE | PP | GF | GC | DG  | PTS |
|  | --- | --------------- | -- | -- | -- | -- | -- | -- | --- | --- |
|  | 1.° | Panamá S. C.    | 10 | 9  | 0  | 1  | 45 | 11 | +34 | 27  |
|  | 2.° | Tecni Club      | 10 | 9  | 0  | 1  | 32 | 3  | +29 | 27  |
|  | 3.° | Audaz Octubrino | 10 | 3  | 2  | 5  | 14 | 14 | 0   | 11  |
|  | 4.° | Deportivo Macas | 9  | 3  | 1  | 5  | 12 | 25 | -13 | 10  |
|  | 5.° | UTPL            | 9  | 2  | 1  | 6  | 8  | 21 | -13 | 7   |
|  | 6.° | Uniban          | 10 | 1  | 0  | 9  | 3  | 36 | -33 | 3   |

     – Clasificado para la liguilla final.

### Partidos y resultados
| Fecha 1      | Fecha 1   | Fecha 1          |
| Equipo Local | Resultado | Equipo Visitante |
| ------------ | --------- | ---------------- |
| Panamá       | 3-0       | Deportivo Macas  |
| UTP de Loja  | 0-2       | Tecni Club       |
| Uniban       | 0-4       | Audaz Octubrino  |

| Fecha 2         | Fecha 2   | Fecha 2          |
| Equipo Local    | Resultado | Equipo Visitante |
| --------------- | --------- | ---------------- |
| Audaz Octubrino | 0-2       | Panamá           |
| Tecni Club      | 7-0       | Uniban           |
| Deportivo Macas | 4-2       | UTP de Loja      |

| Fecha 3         | Fecha 3   | Fecha 3          |
| Equipo Local    | Resultado | Equipo Visitante |
| --------------- | --------- | ---------------- |
| Panamá          | 2-0       | Tecni Club       |
| Deportivo Macas | 2-2       | Audaz Octubrino  |
| UTP de Loja     | 2-0       | Uniban           |

| Fecha 4      | Fecha 4   | Fecha 4          |
| Equipo Local | Resultado | Equipo Visitante |
| ------------ | --------- | ---------------- |
| UTP de Loja  | 2-4       | Panamá           |
| Tecni Club   | 1-0       | Audaz octubrino  |
| Uniban       | 0-3       | Deportivo Macas  |

| Fecha 5         | Fecha 5   | Fecha 5          |
| Equipo Local    | Resultado | Equipo Visitante |
| --------------- | --------- | ---------------- |
| Panamá          | 8-0       | Uniban           |
| Audaz Octubrino | 1-1       | UTP de Loja      |
| Deportivo Macas | 0-1       | Tecni Club       |

| Fecha 6      | Fecha 6   | Fecha 6          |
| Equipo Local | Resultado | Equipo Visitante |
| ------------ | --------- | ---------------- |
| UTP de Loja  | 1-0       | Audaz Octubrino  |
| Tecni club   | 4-0       | Deportivo Macas  |
| Uniban       | 1-9       | Panamá           |

| Fecha 7         | Fecha 7   | Fecha 7          |
| Equipo Local    | Resultado | Equipo Visitante |
| --------------- | --------- | ---------------- |
| Panamá          | 2-0       | UTP de Loja      |
| Audaz Octubrino | 1-3       | Tecni Club       |
| Deportivo Macas | 2-0       | Uniban           |

| Fecha 8         | Fecha 8   | Fecha 8          |
| Equipo Local    | Resultado | Equipo Visitante |
| --------------- | --------- | ---------------- |
| Audaz Octubrino | 2-0       | Deportivo Macas  |
| Tecni Club      | 6-0       | Panamá           |
| Uniban          | 2-0       | UTP de Loja      |

| Fecha 9      | Fecha 9        | Fecha 9          |
| Equipo Local | Resultado      | Equipo Visitante |
| ------------ | -------------- | ---------------- |
| Panamá       | 4-2            | Audaz Octubrino  |
| Uniban       | 0-2            | Tecni Club       |
| UTP de Loja  | No se programó | Deportivo Macas  |

| Fecha 10        | Fecha 10  | Fecha 10         |
| Equipo Local    | Resultado | Equipo Visitante |
| --------------- | --------- | ---------------- |
| Audaz Octubrino | 2-0       | Uniban           |
| Tecni Club      | 6-0       | UTP de Loja      |
| Deportivo Macas | 1-11      | Panamá           |

## Equipos clasificados a la fase final (liguilla final)
Clasificados como primeros (ganadores de cada grupo)
| Zona | 1.° lugar                                                   |
| ---- | ----------------------------------------------------------- |
| 1    | Club Social y Deportivo Universidad Tecnológica Equinoccial |
| 2    | Sociedad Deportiva Municipal                                |
| 3    | Club Deportivo Universidad Técnica de Cotopaxi              |
| 4    | Club Deportivo Quevedo                                      |
| 5    | Club Deportivo River Plate Ecuador                          |
| 6    | Panamá Sporting Club                                        |

## Liguilla final

### Clasificación
|  |  |    | Equipo            | PJ | PG | PE | PP | GF | GC | DG  | PTS |
|  |  | -- | ----------------- | -- | -- | -- | -- | -- | -- | --- | --- |
|  |  | 1. | U. T. C.          | 10 | 6  | 2  | 2  | 18 | 9  | +9  | 20  |
|  |  | 2. | River Plate       | 10 | 6  | 2  | 2  | 13 | 4  | +9  | 20  |
|  |  | 3. | U. T. E.          | 10 | 4  | 3  | 3  | 12 | 13 | -1  | 15  |
|  |  | 4. | Deportivo Quevedo | 10 | 4  | 1  | 5  | 13 | 12 | +1  | 13  |
|  |  | 5. | Panamá S. C.      | 10 | 4  | 1  | 5  | 17 | 17 | 0   | 13  |
|  |  | 6. | Municipal         | 10 | 0  | 3  | 7  | 6  | 24 | -18 | 3   |

 Pts=Puntos; PJ=Partidos jugados; G=Partidos ganados; E=Partidos empatados; P=Partidos perdidos; GF=Goles a favor; GC=Goles en contra; Dif=Diferencia de gol
|  | Campeón ascendió a la Serie B 2010.    |
|  | Subcampeón ascendió a la Serie B 2010. |
|  | Ascendió a la Serie B 2010.            |

### Partidos y resultados
| Fecha 1      | Fecha 1   | Fecha 1           |
| Equipo Local | Resultado | Equipo Visitante  |
| ------------ | --------- | ----------------- |
| River Plate  | 0-0       | UTC               |
| Municipal    | 1-2       | Deportivo Quevedo |
| UTE          | 5-1       | Panamá            |

| Fecha 2           | Fecha 2   | Fecha 2          |
| Equipo Local      | Resultado | Equipo Visitante |
| ----------------- | --------- | ---------------- |
| Panamá            | 1-0       | Municipal        |
| Deportivo Quevedo | 1-2       | River Plate      |
| UTC               | 2-2       | UTE              |

| Fecha 3      | Fecha 3   | Fecha 3           |
| Equipo Local | Resultado | Equipo Visitante  |
| ------------ | --------- | ----------------- |
| Panamá       | 3-0       | UTC               |
| Municipal    | 0-0       | River Plate       |
| UTE          | 1-0       | Deportivo Quevedo |

| Fecha 4           | Fecha 4   | Fecha 4          |
| Equipo Local      | Resultado | Equipo Visitante |
| ----------------- | --------- | ---------------- |
| River Plate       | 3-0       | UTE              |
| Deportivo Quevedo | 1-1       | Panamá           |
| Municipal         | 1-4       | UTC              |

| Fecha 5      | Fecha 5   | Fecha 5           |
| Equipo Local | Resultado | Equipo Visitante  |
| ------------ | --------- | ----------------- |
| Panamá       | 1-4       | River Plate       |
| UTE          | 1-1       | Municipal         |
| UTC          | 2-0       | Deportivo Quevedo |

| Fecha 6           | Fecha 6   | Fecha 6          |
| Equipo Local      | Resultado | Equipo Visitante |
| ----------------- | --------- | ---------------- |
| River Plate       | 1-0       | Panamá           |
| Deportivo Quevedo | 1-4       | UTC              |
| Municipal         | 1-1       | UTE              |

| Fecha 7           | Fecha 7   | Fecha 7          |
| Equipo Local      | Resultado | Equipo Visitante |
| ----------------- | --------- | ---------------- |
| River Plate       | 2-0       | Municipal        |
| Deportivo Quevedo | 1-0       | UTE              |
| UTC               | 3-1       | Panamá           |

| Fecha 8      | Fecha 8   | Fecha 8           |
| Equipo Local | Resultado | Equipo Visitante  |
| ------------ | --------- | ----------------- |
| River Plate  | 1-0       | Deportivo Quevedo |
| Municipal    | 2-5       | Panamá            |
| UTE          | 1-0       | UTC               |

| Fecha 9      | Fecha 9   | Fecha 9           |
| Equipo Local | Resultado | Equipo Visitante  |
| ------------ | --------- | ----------------- |
| Panamá       | 0-1       | Deportivo Quevedo |
| UTC          | 2-0       | Municipal         |
| UTE          | 1-0       | River Plate       |

| Fecha 10          | Fecha 10  | Fecha 10         |
| Equipo Local      | Resultado | Equipo Visitante |
| ----------------- | --------- | ---------------- |
| Panamá            | 4-0       | UTE              |
| Deportivo Quevedo | 6-0       | Municipal        |
| UTC               | 1-0       | River Plate      |

### Campeón
|                                                                                  |
|                                                                                  |
| U. T. C. 1.er título Ascendió a la Serie B                                       |
| También ascendió River Plate Ecuador como vicecampeón y U. T. E. como 3.° lugar. |

## Goleadores
| Jugador        | Club             | Goles |
| -------------- | ---------------- | ----- |
| Ángel García   | Panamá S. C.     | 22    |
| Javier Caicedo | River Plate      | 14    |
| Joe Sifuentes  | River Plate      | 13    |
| Alex Colón     | U. T. C.         | 11    |
| Carlos García  | Huaquillas F. C. | 11    |